# Le Marginal
Le Marginal är en fransk kriminalfilmfrån 1983 i regi av Jacques Deray.

## Rollista i urval
- Jean-Paul Belmondo - Philippe Jordan
- Henry Silva - Sauveur Mecacci
- Carlos Sotto Mayor - Livia Maria Dolores
- Pierre Vernier - polisinspektör Rojinski
- Maurice Barrier - Tonton
- Claude Brosset - Antonio Baldi
- Tchéky Karyo - Francis Pierron
- Michel Robin - Alfred Gonet
- Jean-Claude Dreyfus - transvestiten